# Lei-Kung Fluctus
Il Lei-Kung Fluctus è una struttura geologica della superficie di Io.